# Espelt

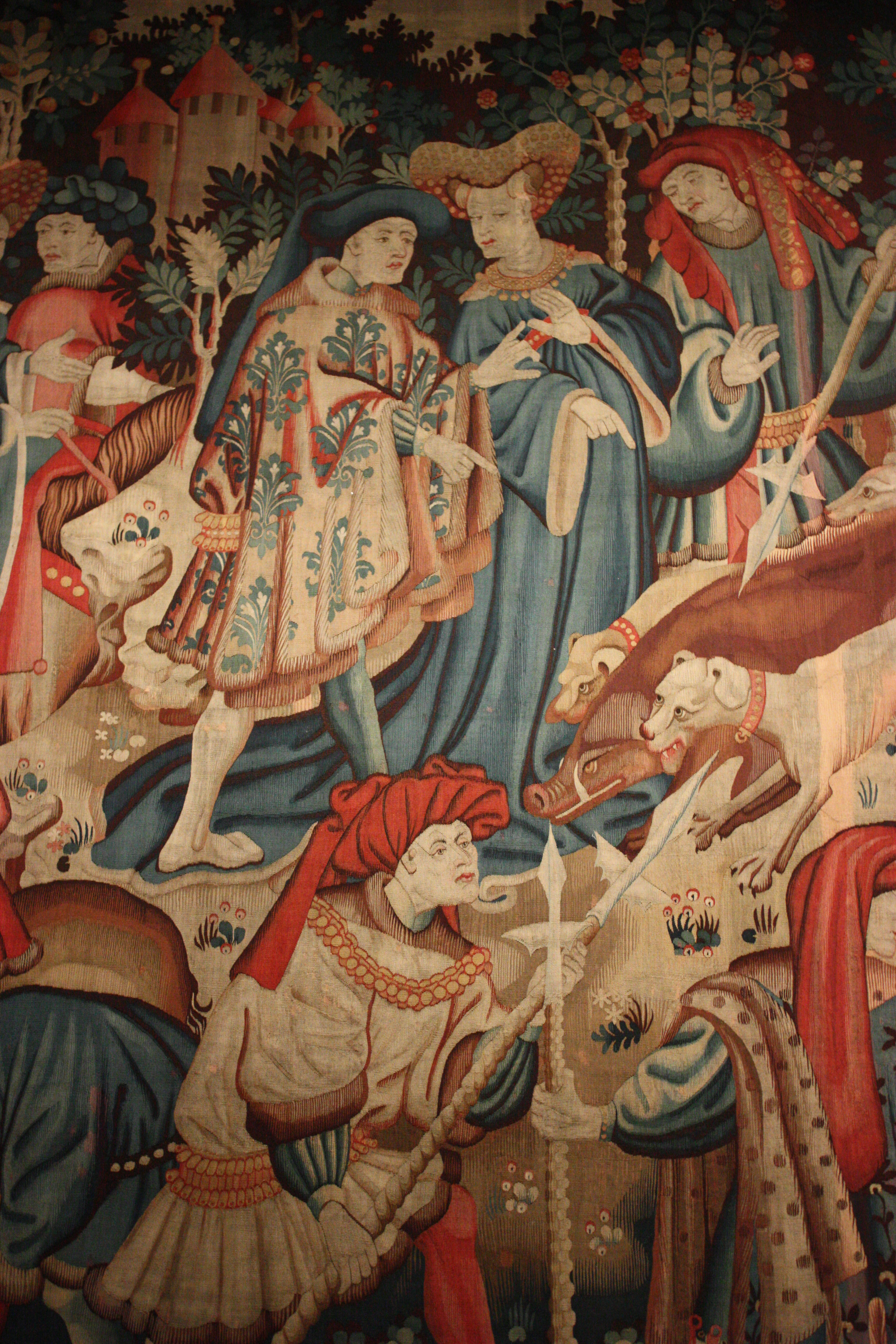
Homes armats amb espelts durant una cacera. Tapís del, Bèlgica

L'espelt és una mena de llança amb un ast, d'un metre i mig de llargada, adornada, per la punta, amb un ferro ample, gruixut i punxegut, i que s'utilitza especialment per a la caça major (caça de senglars i altres animals grossos).
A l'edat mitjana, el ferro tenia la forma d'una fulla de sàlvia i la dolla portava una barra de ferro transversal, anomenada creu, a la qual s'unia per una cadeneta.

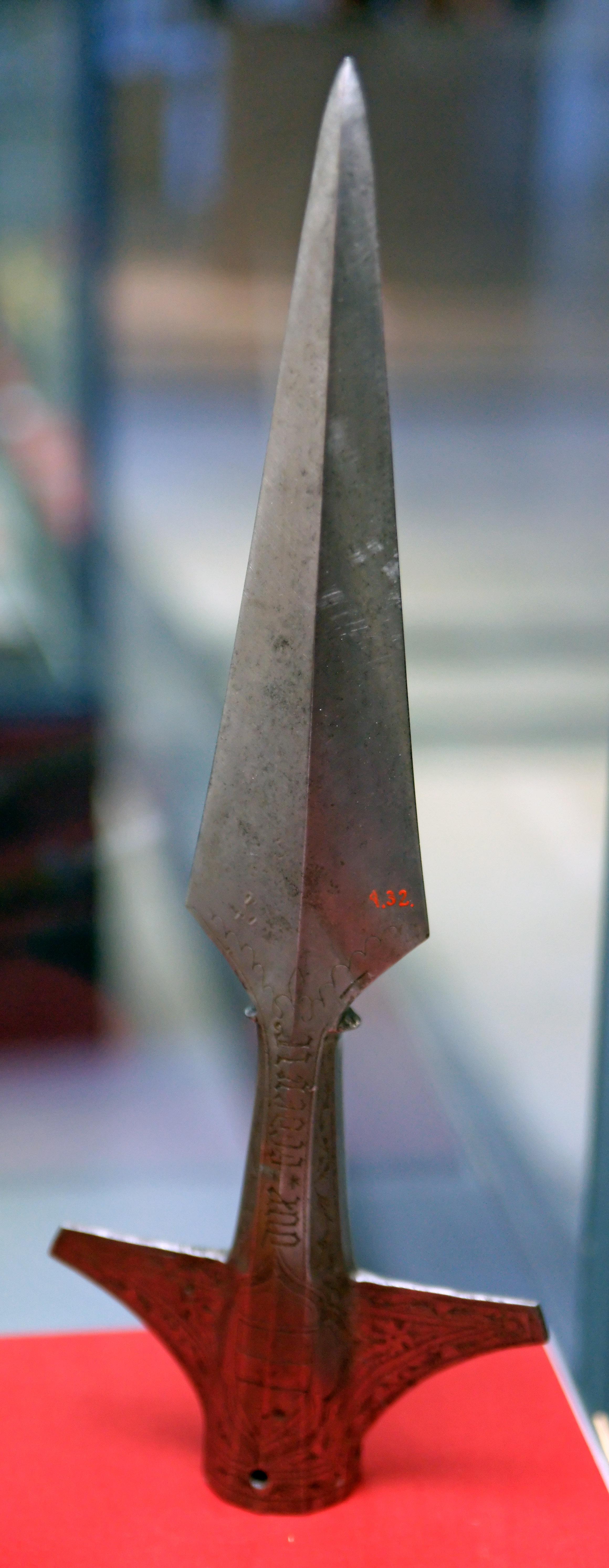
Ferro d'espelt de caça amb aleta de Frederic IV d'Àustria c. 1430, 42 cm de llarg.

Un dels seus derivats és la llança porquera.

## Etimologia
El mot espelt prové del germànic speut i spitis que designen una asta de llança, un ast de rostir, i objectes semblants, o del llatí spiculum, 'punta', com 'eix', d'axiculus (occità esp(i)eut, espiaut ; francès épieu; italià spiedo ; portuguès espeto ; castellà espiche, danès spyd; suec spiut).